# Frankenstein (album)
Frankenstein è un concept-album del cantautore italiano Enrico Ruggeri, pubblicato il 10 maggio 2013 e distribuito da Sony Music. Ispirato al romanzo di Mary Shelley "Frankenstein", una rilettura in chiave moderna dei temi trattati dall'autrice come diversità, emarginazione, rabbia e amore.
L'album contiene anche un mini-romanzo, scritto sempre da Ruggeri, intitolato L'uomo al centro del cerchio.
Il disco segna il ritorno del cantautore nella top ten della classifica Fimi.
Il primo singolo estratto è stato Diverso dagli altri e il secondo Il capitano.
L'anno successivo il cantautore ha fatto uscire un remake dell'album intitolato Frankenstein 2.0, completamente risuonato con sonorità differenti e con aggiunti quattro brani inediti.

## Tracce
1. La nave – 1:33 (Enrico Ruggeri)
2. Il capitano – 3:39 (Enrico Ruggeri)
3. Le affinità elettive – 2:50 (Enrico Ruggeri)
4. La folle ambizione – 3:42 (Enrico Ruggeri)
5. Per costruire un uomo – 3:50 (Enrico Ruggeri)
6. Frankenstein – 3:45 (Enrico Ruggeri)
7. Aspettando i superuomini – 5:18 (Enrico Ruggeri)
8. Diverso dagli altri – 3:53 (Enrico Ruggeri)
9. Il cuore del mostro – 4:00 (Enrico Ruggeri)
10. Ucciderò (se non avrò il mio amore) – 3:38 (Enrico Ruggeri)
11. L'odio porta odio – 3:08 (Enrico Ruggeri)
12. Il tuo destino è il mio – 4:03 (Enrico Ruggeri, Luigi Schiavone)
13. L'infinito avrà i tuoi occhi – 4:53 (Enrico Ruggeri)

Durata totale: 48:12

## Formazione
- Enrico Ruggeri – voce
- Francesco Luppi – tastiera
- Paolo Zanetti – chitarra
- Luigi Schiavone – chitarra, programmazione, basso, tastiera
- Fabrizio Palermo – basso, cori
- Marco Orsi – batteria
- Elio – flauto

## Classifica FIMI
Nota di specifica
| Posizione | 10 | 30 | 67 | 75 | 100 |